# لعازر والغني

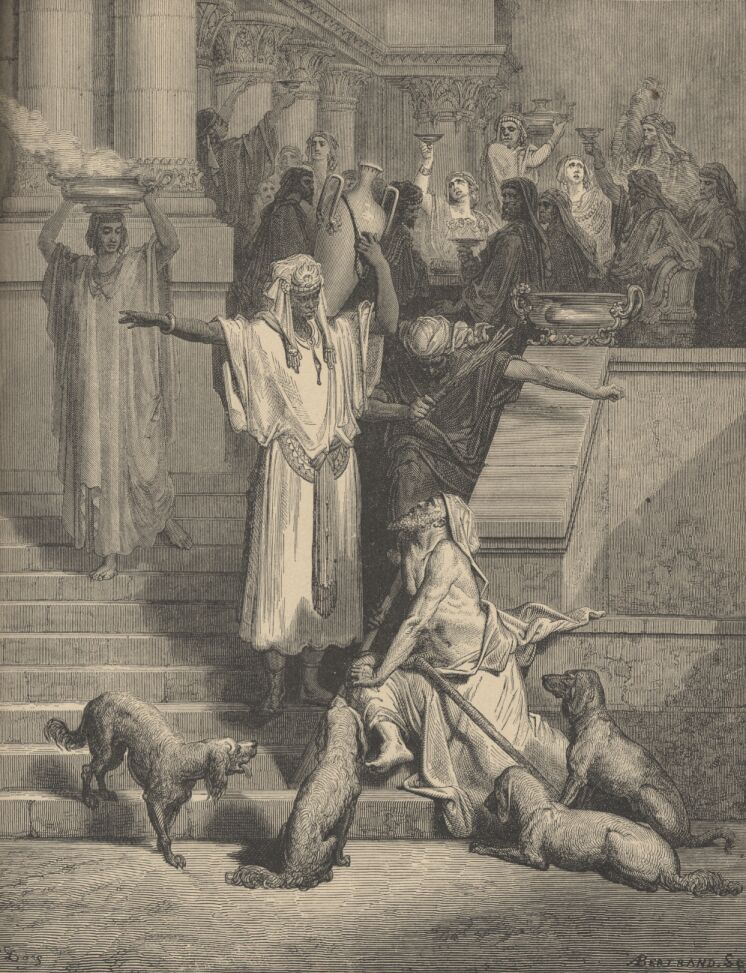
لوحة غوستاف دوريه تصور الغني ولعازر.

لعازر والغني هي إحدى الأمثال ألتي تكلم عنها المسيح في إنجيل لوقا من الإصحاح السادس عشر. تتكلم القصة عن رجل غني يعيش بقربه رجل فقير إسمه لعازر ومطروح في بابه وهو تضربه القروح، وكان يشتهي أن يشبع من الفتات الساقط من مائدة الغني، فيما كان الكلاب تأتي لتلحس قروحه، وعندما مات حملته الملائكة إلى حضن إبراهيم، ومات الغني أيضاً ودفن وذهب إلى الجحيم، وفيما هو يتعذب في الجحيم تتطلع فوقه ورأى إبراهيم من بعيد ولعازر في حضنه، فقال لإبراهيم إرحمني وأرسل لعازر طرف أصبعه بماء ويبرد لساني، لأني معذب في هذا اللهيب. فقال إبراهيم يا إبني تذكر أنك إستوفيت أجرك في حياتك وأخذ لعازر البلايا، وها هو يتعزى وأنت تتعذب، وفوق هذا كله هناك هوة كبيرة أثبتت بيننا وبينكم. فسأله أن يرسله إلى بيت أبيه لينذر أخوته الخمسة. فقال له إبراهيم أن لهم موسى والأنبياء. فقال إن إذا ذهب واحد من الأموات إليهم يتوبون. فقال إن كانوا لا يسمعون لموسى والأنبياء فلن يسمعوا لأي واحد يقوم من الموتى. أصبح هذا المثل موضع اهتمام الفنون في العصور الوسطى.